# Литвин, Михаил Сергеевич
Михаил Сергеевич Литви́н (род. 5 января 1996 года, Петропавловск) — казахстанский легкоатлет. Специализируется в беге на 400 метров. Абсолютный рекордсмен Казахстана в беге на 400 метров на стадионе и в помещении.

## Карьера
Лёгкой атлетикой занимается с 2011 года в Петропавловске; до того 8 лет занимался футболом. Первый тренер — Аминов Ринат Рашидович. На школьных соревнованиях по легкой атлетике был замечен Окованцевым Александром Петровичем, в школу легкой атлетики пошел неохотно, так как столько лет отдал футболу, но по словам атлета нашел новых друзей и почувствовал в себе потенциал. После окончания школы поступил в Северо-Казахстанский государственный университет имени М. Козыбаева на факультет «Физическая культура и спорт». Тренеры: Вера Аркадьевна и Александр Петрович Окованцевы.
На зимнем чемпионате Азии 2016 года стал третьим в забеге на 400 метров, установив национальный рекорд Казахстана.
В 2017 году на Универсиаде в Тайбэе занял 7 место в беге на 400 метров.